# Krishnapura, Holenarsipur
Krishnapura là một làng thuộc tehsil Holenarsipur, huyện Hassan, bang Karnataka, Ấn Độ.